# Neolasia scribae
Neolasia scribae är en tvåvingeart som först beskrevs av Osten Sacken 1887.  Neolasia scribae ingår i släktet Neolasia och familjen kulflugor.
Artens utbredningsområde är Guatemala. Inga underarter finns listade i Catalogue of Life.